# Muktsar
Muktsar, także Sri Muktsar Sahib (pendżabski: ਸ੍ਰੀ ਮੁਕਤਸਰ ਸਾਹਿਬ, trb.: Muktsar, trl: Muktsar, w wolnym tłumaczeniu nazwa miejscowości znaczy sadzawka wyzwolenia) – miasto w stanie Pendżab, w północnych Indiach, w dystrykcie Muktsar. Miasto jest uważane za święte przez sikhów. W 1765 r. miał tu miejsce ważny dla ich tradycji epizod wojny z Mogołami. Dla uczczenia poległych wtedy czterdziestu Muktów („wyzwolonych”), sikhowie obchodzą w styczniu coroczne święto Mela Maghi. Miasto liczy 117 085 mieszkańców (2011 r.).
W mieście rozwinął się przemysł bawełniany, papierniczy oraz olejarski.